# Paula Birnbaum
Paula Birnbaum (* 15. September 1986 in Frankfurt am Main) ist eine ehemalige deutsche Schauspielerin, die heute als Unternehmerin tätig ist.

## Leben
Birnbaum wurde durch die Hauptrolle der Iris Kleintann in der Kinder- und Jugendserie Schloss Einstein bekannt. Außerdem wirkte sie in der von ProSieben ausgestrahlten Fernsehserie 18 – Allein unter Mädchen mit.
2008 war sie in der Sat.1-Serie Dr. Molly & Karl die Krankenschwester „Melonenmädchen“. 2011 folgte ein Gastauftritt bei Doctor’s Diary und eine Nebenrolle in der RTL-Serie Christine. Perfekt war gestern!. Zuletzt war Birnbaum 2013 in dem Fernsehfilm Kein Entkommen zu sehen. Inzwischen ist sie nicht mehr als Schauspielerin tätig.
Nach einem Studium der Philosophie und Theaterwissenschaft an der Freien Universität Berlin arbeitete Birnbaum für eine PR-Agentur und leitete den Bereich Schauspiel in einer Medienagentur. 2018 machte sich Paula Birnbaum mit einer Management- und PR-Agentur selbständig und wurde im selben Jahr mit dem Bernhard Hoestermann Stipendium als Nachwuchsagentur des Jahres ausgezeichnet.
Der 1980 verstorbene Manager Hans Birnbaum ist ihr Großvater.

## Filmografie
- 1998–2001: Schloss Einstein (Fernsehserie)
- 2004–2007: 18 – Allein unter Mädchen (Fernsehserie)
- 2004: SOKO Wismar (Fernsehserie, Gastauftritt)
- 2005: alphateam – Die Lebensretter im OP (Fernsehserie, Gastauftritt)
- 2008: Dr. Molly & Karl (Fernsehserie)
- 2008: Einsatz in Hamburg – Tödliches Spiel (Fernsehfilm)
- 2010: Unter anderen Umständen – Tod im Kloster (Fernsehfilm)
- 2011: Doctor’s Diary (Fernsehserie)
- 2011: Beate Uhse – Das Recht auf Liebe (Fernsehfilm)
- 2011: Lindburgs Fall (Fernsehfilm)
- 2013: Christine. Perfekt war gestern! (Fernsehserie)
- 2014: Kein Entkommen (Fernsehfilm)